# Colobothea pleuralis
Colobothea pleuralis är en skalbaggsart som beskrevs av Thomas Lincoln Casey, Jr. 1913. Colobothea pleuralis ingår i släktet Colobothea och familjen långhorningar.
Artens utbredningsområde är:
- Costa Rica.
- Panama.

Inga underarter finns listade i Catalogue of Life.